# دانیلا بومر
دانیلا بومر (انگلیسی: Daniela Baumer؛ زادهٔ ۸ september ۱۹۷۱ (۵۳ سال)) ورزشکار اهل سوئیس است.
وی در مسابقات کشوری و بین‌المللی در مجموع برندهٔ ۱ مدال نقره شده‌است.